# Atimura cylindrica
Atimura cylindrica är en skalbaggsart som beskrevs av J. Linsley Gressitt 1940. Atimura cylindrica ingår i släktet Atimura och familjen långhorningar. Inga underarter finns listade.